# Дакська мова
Дакська мова — одна з індоєвропейських мов, якою говорили жителі історичної області Дакія. Вважається найспорідненішою з фракійською мовою, або навіть її північним різновидом.